# Jawa 350 TS
Jawa 350 TS – motocykl szosowo-turystyczny produkowany przez firmę Jawa.
Model ten cechował się sportowym wyglądem, zmodernizowanym silnikiem, nową instalacją elektryczną.

Silnik jest dalszym usprawnieniem silników z lat 50 XX w. Główną zmianą było wprowadzenie 4 łożysk na wale. Głowice i cylindry tym razem trzymały się na 4 szpilkach. Cylindry posiadały 4 kanały płuczące i jeden większy kanał wydechowy – w poprzednim modelu były 2 kanały płuczące i 2 kanały wydechowe. Cylindry poprzedniego modelu były w całości żeliwne, w Jawie TS zastosowano aluminiowe cylindry z żeliwną tuleją co znacznie poprawiło odprowadzenie ciepła. Obniżyło też masę silnika. Zmieniono kształt zewnętrzny silnika. Silnik zaopatrzono w nowy gaźnik (Jikov 2928 CE) o średnicy gardzieli 28 mm z komorą pływaka umieszczoną centralnie dzięki czemu nie występowało zalewanie silnika w czasie ostrych przechyłów.

Instalacja elektryczna przeszła gruntowne zmiany. Prądnicę zastąpił alternator trójfazowy synchroniczny o mocy 210 W i napięciu znamionowym 12 V.

Instalacja zapłonowa pozostała praktycznie bez zmian – zastosowano zapłon oparty na dwóch przerywaczach. Zmiana jedynie dotyczyła napięcia cewek zapłonowych (12 V).

## Dane techniczne
- Masa w stanie gotowym do jazdy: 170 kg.
- Dopuszczalna masa całkowita: 350 kg.
- Ilość oleju w skrzyni biegów: 1 l oleju przekładniowego SAE 80.
- Zbiornik paliwa: 17 l (3 l rezerwa)
- Prędkość maksymalna: ok. 130 km/h.

Silnik: dwusuwowy, chłodzony powietrzem
- Liczba cylindrów: 2
- Skok tłoka: 65 mm
- Średnica cylindra: 58 mm
- Pojemność skokowa: 343,47 cm³
- Stopień sprężenia: 10,2
- Moc maksymalna: 19 kW (26KM) przy 5500 obr./min
- Maksymalny moment obrotowy: 33 Nm przy 5000 obr./min

Gaźnik: Jikov 2928 CE
- Dysza główna: 92
- Dysza układu rozruchowego: 72
- Wlot powietrza układu rozruchowego: 120
- Dysza biegu jałowego: 40
- Kanał mieszanki biegu jałowego: 80
- Wkręt dyszy biegu jałowego: 1,5 obrotu
- Położenie iglicy: I rowek od góry
- Zawór iglicowy: 2 mm

Sprzęgło
- Liczba płytek metalowych: 4
- Liczba płytek ciernych: 5
- Sposób włączania: ręczny i półautomatyczny

Skrzynia biegów: trójwałkowa z kołami przesuwnymi
- Liczba biegów: 4
- Przełożenia:
- I bieg: 19/12 × 24/12
- II bieg: 19/12 × 19/16
- III bieg: 19/12 × 16/19
- IV bieg: 1

Napęd
- Przekładnia pierwotna: łańcuchowa, dwurzędowa
- Stosunek przekładni pierwotnej: 29/47
- Liczba ogniw łańcucha przekładni: 66
- Przekładnia wtórna: łańcuch w osłonie
- Stosunek przekładni wtórnej: 18/52
- Liczba ogniw łańcucha przekładni: 128

Zapłon: bateryjny
- świeca zapłonowa: M14 × 1,25 , oznaczenie według PAL N 9, oznaczenie według ISKRA F 100
- Odległość elektrody: 0,7 mm
- Maksymalny odstęp styków przerywacza: 0,4 mm
- Wyprzedzenie zapłonu: 2,7 mm

## Skłonności do uszkodzeń
- Sprzęgło

Pierwsza generacja 638.0 podczas eksploatacji pojazdu z powodu nieuwagi lub nieprawidłowo przeprowadzonego remontu silnika urywały się kosze sprzęgłowe ponieważ były wykonane ze stopu aluminium (poprzednie modele miały żeliwny, praktycznie niezniszczalny kosz, w modelach późniejszych wadę usunięto poprzez użycie innego stopu, modele późniejsze posiadały w całości sprzęgło żeliwne). Dodatkowo aluminiowe kosze TS posiadały gumowy oring, który po jakimś czasie zużywał się i powodował szarpanie sprzęgła podczas ruszania. Niektóre książki serwisowe dotyczące Jawy TS podają błędną kolejność zakładania tarcz sprzęgłowych, przez co oring ten zużywa się bardzo szybko.
- Wiele osób narzekało na tylną konstrukcję ramy, która bardzo często potrafiła się zgiąć (przy obciążeniu drugą osobą oraz dużym bagażem). Wadę tę usunięto w kolejnych modelach Jawy.
- W modelach 638.0 występowały problemy z pękaniem mocowania przedniego silnika do ramy od strony cylindrów. Po przebiegu około 20-30 tysięcy kilometrów następowały pierwsze deformacje mocowania, które z czasem ulegały pękaniu. Poradzono sobie z tym wprowadzając krótką serię motocykli 638.5, które w całości posiadały dostosowaną ramę zapożyczoną od CZ350. W następnych modelach 638 najprawdopodobniej zastosowano inny materiał, bowiem deformacja oraz pękanie nie występowało pomimo montażu silnika przy pomocy tak samo wyglądającego elementu do ramy modelu 638.0